# Новоселиця (Білгород-Дністровський район)
Новосе́лиця — село Лиманської сільської громади, Білгород-Дністровський район Одеської області, Україна. Населення становить 267 осіб.

## Населення
Згідно з переписом УРСР 1989 року чисельність наявного населення села становила 271 особа, з яких 123 чоловіки та 148 жінок.
За переписом населення України 2001 року в селі мешкали 264 особи.

### Мова
Розподіл населення за рідною мовою за даними перепису 2001 року:
| Мова       | Відсоток |
| ---------- | -------- |
| українська | 91,76 %  |
| російська  | 4,12 %   |
| молдовська | 2,62 %   |
| болгарська | 0,75 %   |
| білоруська | 0,37 %   |
| інші       | 0,38 %   |